# Nata Airport
Nata Airport är en flygplats i Botswana.   Den ligger i distriktet Central, i den nordöstra delen av landet, 500 km norr om huvudstaden Gaborone. Nata Airport ligger 914 meter över havet.
Terrängen runt Nata Airport är mycket platt. Runt Nata Airport är det mycket glesbefolkat, med 3 invånare per kvadratkilometer.. Närmaste större samhälle är Nata, 2,6 km öster om Nata Airport.
Omgivningarna runt Nata Airport är huvudsakligen savann.